# William B. Hawks
William Bellinger „Bill“ Hawks (* 29. Januar 1901 in Neenah, Wisconsin; † 10. Januar 1969 in Santa Monica, Kalifornien) war ein US-amerikanischer Filmproduzent.

## Leben
William Hawks wurde 1901 als drittes von fünf Kindern des vermögenden Papierfabrikanten Frank W. Hawks (1865–1950) und dessen Frau Helen (gebürtige Howard; 1872–1952) geboren. Seine älteren Brüder war die Regisseure Howard (1896–1977) und Kenneth Hawks (1898–1930). Seine jüngeren Geschwister waren Grace Louise Hawks (1903–1927) und Helen Bernice Hawks (1906–1911).
Ab 1906 verbrachte die Familie zunehmend mehr Zeit im kalifornischen Pasadena, wo sie sich 1910 schließlich ganz niederließ. 1911 starb seine Schwester Helen Bernice an einer Darmentzündung, die Hawks Mutter gemäß ihrer religiösen Überzeugung nicht behandeln ließ. 1927 starb auch seine Schwester Grace Louise an einer unbehandelten Tuberkulose. Sein Bruder Kenneth starb 1930 bei einem Flugzeugabsturz während der Dreharbeiten zum Film Such Men Are Dangerous.
Hawks begann seine Karriere in den 1930er Jahren als Talentmanager. 1940 gründete er mit Charles Boyer, Ronald Colman, Irene Dunne, Anatole Litvak und Lewis Milestone das Filmproduktionsunternehmen United Producers Corporation.
Hawks war dreimal verheiratet. Seine 1929 geschlossene Ehe mit der Schauspielerin Bessie Love endete 1936 durch Scheidung. Aus der Beziehung ging eine Tochter (* 1932) hervor. Von 1938 bis 1942 war er mit der Schauspielerin Virginia Walker verheiratet. Seine letzte Ehe mit Frances Lilian Koshland hielt von 1951 bis zu Hawks Tod 1969.

## Filmografie (Auswahl)
- 1955: Drei Rivalen (The Tall Men)
- 1956: Der letzte Wagen (The Last Wagon)
- 1958: Der Schatz des Gehenkten (The Law and Jake Wade)
- 1958: Imitation General